# Amanda Carreras
Amanda Carreras (Gibilterra, 16 maggio 1990) è una tennista britannica.

## Biografia
Vincitrice di undici titoli nel singolare e quindici titoli nel doppio nel circuito ITF, il 24 aprile 2017 ha raggiunto la sua migliore posizione nel singolare WTA piazzandosi 236º e nella stessa data ha raggiunto il miglior piazzamento mondiale nel doppio alla posizione nº 279.
Il 24 luglio 2012, Amanda ha portato la fiamma olimpica a Ealing, pur non essendo stata inserita nei tabelloni dell'evento.
Attualmente vive in Spagna, a Barcellona.